# Elio Libero Quintili
Elio Libero Quintili (Fermo, 6 maggio 1906 – Cupra Marittima, 30 agosto 1988) è stato un architetto e pittore italiano.

## Biografia
Figlio di Giovanna Castellani e Domenico Quintili, uno dei pionieri dell'automobilismo marchigiano, dopo i primi studi presso l'Istituto Tecnico Industriale Statale Montani di Fermo si trasferì a Roma nel 1926 dove frequentò il Liceo Artistico di via Ripetta, avendo come compagni di corso Mario Mafai, Gino Bonichi e Alberto Ziveri, di cui divenne grande amico e col quale condivise gli interessi pittorici innovatori.
Nel 1931 si trasferì a Parigi, attratto dal clima di grande fermento artistico della capitale francese, dove si dedicò a più discipline artistiche, disegnando cartelloni pubblicitari, copertine di riviste, bozzetti di moda. Vinse, nel 1932, il concorso per il manifesto de L'éxposition internationale du cinéma et des industries annexes.
Dopo un breve rientro a Fermo, nel 1940 lavorò a Roma per l'Expo 1942, che non si svolse mai a causa dello scoppio della seconda guerra mondiale, presso lo studio dell'architetto Adalberto Libera, sviluppando la sua passione per l'architettura e il design.
Successivamente ritornò a Parigi, dove nel 1945 conseguì il diploma presso la Scuola Nazionale di Belle Arti e, nel 1949, il diploma presso la Scuola Speciale d'Architettura sotto la direzione di Auguste Perret, con il quale collaborò al progetto per la ricostruzione della città di Le Havre, devastata dalla guerra.
Stabilitosi definitivamente nella capitale, fondò uno studio di architettura in via Massenet, nel quartiere di Passy, assieme al collega francese Jean Daniel Evette. Numerosi i lavori eseguiti, tra cui le ville in stile Ile de France di Berliet, Lacoste, Peugeot e altri lavori di ristrutturazione per diversi personaggi della cultura e dello spettacolo. Sono da segnalare anche progetti per chiese, un moderno collegio a Mulhouse e le realizzazioni di lampade in società con lo scultore Colucci. Nel 1966 realizza il progetto delle officine Matra, elegante esempio di architettura industriale alle porte di Parigi.
Tornato definitivamente in Italia nel 1967, si dedica integralmente alla pittura, rielaborando schizzi e disegni del periodo parigino e ritrovando nuova ispirazione nel paesaggio marchigiano.
Muore a Cupra Marittima il 30 agosto del 1988.